# Federación Europea de Futsal
La Federación Europea de Fútsal (FEF) es una federación deportiva internacional que regula el futsal en Europa. Fue fundada el 27 de junio de 2017 en Lainate, Italia, para reemplazar a la Unión Europea de Futsal (UEFS) y desde 2022 está afiliada a la Federación Internacional de Fútbol de Salón (FIFUSA).
La FEF fue creada en 2017 por la Asociación Mundial de Futsal (AMF) y nueve federaciones nacionales europeas durante un congreso desarrollado en Lainate, Italia, el 23 y 24 de septiembre de ese año, con el fin de ocupar el espacio que dejó la UEFS como organismo rector del deporte en Europa, la cual estuvo adscripta a este organismo deportivo desde su fundación, como organización continental, antes de ser expulsada de AMF.
La UEFS original fue fundada en 1988 en Madrid, España, fecha que la FEF reconoce como su fundación oficial ya que se reconoce como continuadora de la primera, sin que se establezca una diferencia entre ambas federaciones.
Tiempo después, la UEFS traslada su sede a Moscú donde funciona actualmente; sin embargo, por acciones de desacato e indisciplina a la AMF por parte de sus directivos, la UEFS fue expulsada y desafiliada de ese organismo mundial.
Entre 2017 y 2022, la FEF funcionó como una federación continental de AMF, hasta que en julio de 2022 se celebró el Congreso Internacional de Fútbol de Salón en Bucaramanga, Colombia, del que participaron representantes de 15 países y cuatro continentes, entre ellos, el presidente de la FEF, Luca Alfieri, que ordenó la reactivación deportiva de la Federación Internacional de Fútbol de Salón (FIFUSA) a nivel mundial. De esta manera, la FEF se convierte la federación continental que representa a FIFUSA en el ámbito europeo.
La FEF organiza múltiples torneos masculinos y femeninos para selecciones y de clubes de ámbito europeo. Entre ellos se destacan Campeonato Europeo de Futsal, el Campeonato Europeo Femenino de Futsal y la Liga de Campeones de Clubes.

## Autoridades
La FEF tiene dos órganos de gobierno, el Comité Ejecutivo y el Consejo de Directores.

### Comité Ejecutivo
| Cargo               | Titular            |
| ------------------- | ------------------ |
| Presidente          | Dr. Luca Alfieri   |
| Vicepresidente 1.º. | Tristan Ortiz      |
| Vicepresidente 2.º. | Andrey Polkhovskiy |
| Secretario General  | Alex Astorgas      |
| Tesorero            | Dani Vives         |

### Junta Directiva
La Junta Directiva está compuesta de todos los presidentez de las federaciones afiliadas a la FEF.

## Asociaciones y federaciones nacionales afiliadas
En la actualidad, como consecuencia de los retiros de Cataluña, Mónaco y Suiza que prefirieron permanecer en AMF y la creación de una federación paralela a la FIFS en Italia, existen 17 federaciones nacionales de toda Europa asociadas a la FEF.
| País o territorio                         | Selecciones            | Federación                                   | Fund.                  | Ingreso FEF            | Ingreso FIFUSA         | Sitio web              |
| Federaciones afiliadas                    | Federaciones afiliadas | Federaciones afiliadas                       | Federaciones afiliadas | Federaciones afiliadas | Federaciones afiliadas | Federaciones afiliadas |
| ----------------------------------------- | ---------------------- | -------------------------------------------- | ---------------------- | ---------------------- | ---------------------- | ---------------------- |
| Austria                                   | Masculina              | Austrian Indoor Football Asociation          |                        | 2017                   | –                      | Sin datos              |
| Bielorrusia                               | Masculina              |                                              |                        |                        | –                      | www.futsalbelarus.by   |
| Chipre del Norte                          | Masculina              | Cyprus Turkish Football Association (CTFA)   |                        |                        | –                      | Sin datos              |
| España                                    | Masculina Femenina     | Asociación Española de Fútbol de Salón (AFO) |                        | 2020                   | 2022                   | @aefs_futsalon         |
| Francia                                   | Masculina Femenina     | Asociación Francesa de Futsal (AFF)          | 2014                   | 2017                   | 2022                   | affs.fr                |
| Italia                                    | Masculina Femenina     | Asociación Italiana de Fútbol Sala (AIF)     | 2022                   | 2022                   | 2022                   | Sin datos              |
| Marruecos                                 | Masculina              | Maroc Futsal Federation                      |                        | 2017                   | 2023                   | Sin datos              |
| Portugal                                  | Masculina              |                                              |                        | 2020                   | –                      | Sin datos              |
| Reino Unido                               | Masculina              | Great Britain Futsal Federation (GBFF)       |                        | 2017                   | –                      | GBFF                   |
| Rumania                                   | Masculina              |                                              |                        | 2020                   | –                      | Sin datos              |
| Rusia                                     | Masculina              | All Regional Federation Futsal of Russia     |                        | 2017                   | 2022                   | futsal-mff.ru          |
| Federaciones bajo evaluación y afiliación |                        |                                              |                        |                        |                        |                        |
| Albania                                   | Masculina              |                                              |                        |                        | –                      | Sin datos              |
| Croacia                                   | Masculina              |                                              |                        |                        | –                      | Sin datos              |
| Grecia                                    | Masculina              |                                              |                        |                        | –                      | Sin datos              |
| Malta                                     | Masculina              |                                              |                        | 2020                   | –                      | Sin datos              |
| Moldavia                                  | Masculina              |                                              |                        | 2020                   | –                      | Sin datos              |
| Turquía                                   | Masculina              |                                              |                        |                        | –                      | Sin datos              |

### Federaciones desafiliadas
| País o territorio | Federación                                  | Fund. | Ingreso FEF | Egreso FEF | Sitio web              | Nota |
| ----------------- | ------------------------------------------- | ----- | ----------- | ---------- | ---------------------- | --- |
| Cataluña          | Federació Catalana de Futbol Sala (FCFS) CA | 1983  | 2017        | 2022       | futsal.cat             | La federación, que se desempeñaba en la FEF, desertó para seguir formando parte de la Asociación Mundial de Futsal y fundar la Asociación de Federaciones Europeas de Fútbol de Salón (AFEFS). |
| Italia            | Federazione Italiana Football Sala (FIFS)   | 1987  | 2017        | 2022       | fifs.it                | La federación, que se desempeñaba en la FEF, desertó para seguir formando parte de la Asociación Mundial de Futsal y fundar la Asociación de Federaciones Europeas de Fútbol de Salón (AFEFS). |
| Mónaco            | Fédération Monégasque de Football (FMF)     | 2000  | 2017        | 2022       | FMF Futsal             | La federación, que se desempeñaba en la FEF, desertó para seguir formando parte de la Asociación Mundial de Futsal y fundar la Asociación de Federaciones Europeas de Fútbol de Salón (AFEFS). |
| Suiza             | Federazione Svizzera Football Sala (FSFS)   |       | 2017        | 2022       | fsfsala.altervista.org | La federación, que se desempeñaba en la FEF, desertó para seguir formando parte de la Asociación Mundial de Futsal y fundar la Asociación de Federaciones Europeas de Fútbol de Salón (AFEFS). |

## Torneos
La FEF organiza seis torneos de ámbito europeo.
| Torneo                                | Último torneo         | Campeón vigente       | Próximo torneo        |
| Selecciones absolutas                 | Selecciones absolutas | Selecciones absolutas | Selecciones absolutas |
| ------------------------------------- | --------------------- | --------------------- | --------------------- |
| Campeonato Europeo de Futsal          |                       |                       | A determinar          |
| Campeonato Europeo Femenino de Futsal |                       |                       | A determinar          |
| Selecciones juveniles                 |                       |                       |                       |
| Campeonato Europeo Sub-20 de Futsal   |                       |                       | A determinar          |
| Clubes                                |                       |                       |                       |
| Liga de Campeones de la FEF           | Edición 2024          |                       | Edición 2025          |
| Copa de la FEF de Futsal              |                       |                       |                       |
| Supercopa Europea de la FEF           |                       |                       |                       |
| Liga de Campeones Femenina de la FEF  | Edición 2024          |                       | Edición 2025          |